# مقاطعة زرين دشت
مقاطعة زرين دشت (بالفارسية: شهرستان زرین‌دشت) هي إحدى مقاطعات في محافظة فارس في إيران. مركز مقاطعة زرين دشت هو مدينة حاجي آباد.